# Uroczne oczy
Uroczne oczy, oczy urocze, przeźrok, urok złych oczu, weźrok, zaziory – według dawnych wierzeń polskich oczy, których spojrzenie przynosi nieszczęścia i uroki, albo oczy rzucające uroki miłosne. Charakterystyczne były dla czarowników, czarownic oraz tzw. urocznooków. Remedium na oczy uroczne była słoma grochowa. Oczy uroczne zapatrzone w nią nie szkodziły nikomu, ale powodowały zasychanie grochowin. Także skuteczny był płacz serdeczny, przeczyszczający tego rodzaju oczy.